# فرناندو مارتين ألفاريز
فرناندو مارتين ألفاريز (بالإسبانية: Fernando Martín Álvarez)‏ هو شخصية أعمال إسباني، ولد في 30 مايو 1947 في Trigueros del Valle ‏ في إسبانيا.